# NGC 5895
NGC 5895 este o interacțiune de galaxii situată în constelația Boarul. A fost descoperită în 23 mai 1854 de către William Parsons, 3rd Earl of Rosse⁠(d).